# Trevor Fancutt
Trevor Fancutt (* 14. Juli 1934 in Kokstad; † 23. Dezember 2022) war ein südafrikanischer Tennisspieler.

## Leben
Fancutt nahm ab 1952 an den Australischen Meisterschaften teil. Im Einzel erreichte er dort 1958 das Viertelfinale. Im Mixed konnte er 1960 an der Seite von Jan Lehane den Titel gewinnen. 1957 war Fancutt Mitglied der südafrikanischen Davis-Cup-Mannschaft und konnte von vier Spielen zwei gewinnen. Im selben Jahr gewann er das Turnier von Kitzbühel. Ein Jahr später war er in Auckland erfolgreich.
1957 heiratete er die australische Tennisspielerin Daphne Seeney. Ab 1962 betrieben beide ein Tenniscenter in Brisbane.
Nach Beginn der Open Era trat er 1969 und 1975 nochmals bei den Australian Open an, schied jedoch innerhalb der ersten Runden aus.